# 河口湖南中学校組合立河口湖南中学校
河口湖南中学校組合立河口湖南中学校（かわぐちこなんちゅうがっこうくみあいりつかわぐちこなんちゅうがっこう）とは、山梨県南都留郡富士河口湖町にある公立中学校である。

## 概要
山梨県南都留郡富士河口湖町に位置している。富士河口湖町の中では最大の全校生徒数を誇る。
主に富士河口湖町、鳴沢村の生徒が利用、通学している。

## 沿革
1952年船津村立船津中学校（船津村）、小立村立小立中学校（小立村）、鳴沢村立鳴沢中学校（鳴沢村）を統合して開校。

## 進学前小学校
主に下記の4校の出身者が大半を占める。
- 富士河口湖町立船津小学校
- 富士河口湖町立小立小学校
- 富士河口湖町立大嵐小学校
- 鳴沢村立鳴沢小学校

## 学校行事
入学式毎年4月に行われる。
新入生歓迎会毎年4月に行われる。新入生の入学を歓迎する。
修学旅行、宿泊学習修学旅行は3年生が5月に、京都、奈良を2泊3日で訪れる。宿泊学習は2年生が6月に行う。
生徒総会毎年5月に行われる。生徒会の執行部が中心となり、1年間の生徒会活動方針を定める。全校生徒が参加する。
樹光祭毎年9月に行われる。50年以上前から続く伝統行事。「文化の部」と「体育の部」の2日間で構成される。「文化の部」では、各、文化部の日頃の活動の成果や、各学年ごとの演劇や合唱が披露される。「体育の部」では、クラス対抗で長縄跳び、8の字跳び、リレー、ムカデ競争、そして学年種目などが行われる。また全校生徒で踊るソーラン節は、樹光祭の代名詞として、地域から多くの観客が訪れる。
合唱祭毎年10月、または11月に行われる。クラス、学年、全校という単位でそれぞれ合唱を披露する。
3年生を送る会3年生を送り出すための会。
卒業証書授与式毎年3月に行われる。

## 部活動
2025年度（令和7年度）現在、活動を行っている部活は以下の通り。
| 運動部                   | 文化部     |
| ------------------------ | ---------- |
| 野球部                   | 吹奏楽部   |
| 剣道部                   | 国際交流部 |
| サッカー部               | 美術部     |
| ソフトテニス部           |            |
| バレーボール部           |            |
| 卓球部                   |            |
| バスケットボール部       |            |
| 柔道部                   |            |
| 弓道部                   |            |
| 剣道部                   |            |
| バドミントン部（季節部） |            |
| 水泳部（季節部）         |            |
| スケート部（季節部）     |            |

## 環境への取り組み
太陽光発電屋上にソーラーパネルを設置

## 制服
冬服
- 男子: 詰襟
- 女子: セーラー服（紺・長袖）

夏服
- 男子: ワイシャツ（半袖）
- 女子: セーラー服（白・長袖、または半袖）

## アクセス
富士山麓電気鉄道 河口湖駅から西へ約900メートル。徒歩12分。